# Арагонес, Серхио
Серхио Арагонес (исп. Sergio Aragonés, род. 6 сентября 1937 года в провинции Кастельон, Испания) — карикатурист издательства «EC Comics». Наиболее известен своим вкладом в журнал «Mad», а также как создатель комикса «Groo the Wanderer». В кругу коллег и поклонников известен как «самый быстрый в мире художник-карикатурист». Журналом «The Comics Journal» Арагонес был описан как «один из самых плодовитых и выдающихся карикатуристов своего поколения».

## Биография

### Ранняя жизнь
Серхио Арагонес родился 6 сентября 1937 года в небольшом городе Сан-Матео провинции Кастельон автономного сообщества Валенсия (Испания). Из-за Испанской гражданской войны семья Арагонес сначала эмигрировала во Францию, а затем — в Мексику (когда Серхио было 6 лет).
Страсть к рисункам у Серхио появилась с ранних лет. Сам он говорит, что его способности как художника появились у него из-за того, что после переезда в Мексику у него не было друзей, многие дети смеялись над его акцентом, и поэтому ему приходилось оставаться дома и много рисовать карандашами.
В Университете Мексики обучался искусству пантомимы под руководством Алехандро Ходоровского.

### Карьера
В 1962 году Серхио переехал в Нью-Йорк (США), взяв с собой всего 20$ и папку с рисунками. В первое время Серхио часто менял работу, но вскоре он решил устроиться в сатирический журнал Mad. Серхио встретил Антонио Прохиаса (кубинского беженца, создавшего комикс «Spy vs. Spy»), также знающего испанский язык, и попросил его выступить в качестве переводчика на собеседовании, полагая, что тот лучше владеет английским языком; но оказалось, что Антонио знает английский даже хуже, чем Серхио. Однако это не помешало редакторам журнала принять Арагонеса на работу, ведь им понравились его рисунки.

## Награды
| Год  | Название      | Категория                          | Результат |
| ---- | ------------- | ---------------------------------- | --------- |
| 1990 | Eisner Awards | Bob Clampett Humanitarian          | Победа    |
| 1991 | Eisner Awards | Hall of Fame                       | Номинация |
| 1992 | Eisner Awards | Best Artist (за Groo the Wanderer) | Номинация |
| 1995 | Eisner Awards | Best Writer/Artist, Humor          | Номинация |
| 1996 | Eisner Awards | Best Writer/Artist, Humor          | Победа    |
| 2000 | Eisner Awards | Best Writer/Artist, Humor          | Номинация |
| 2002 | Eisner Awards | Hall of Fame: (Voter’s choice)     | Победа    |